# Goioxim
Goioxim este un oraș în Paraná (PR), Brazilia.